# Эрнандес, Родриго
Родриго Эрнандес Касканте (исп. Rodrigo Hernández Cascante; 22 июня 1996, Мадрид), более известный как Ро́дри (исп. Rodri), — испанский футболист, полузащитник «Манчестер Сити» и сборной Испании. Победитель Лиги чемпионов УЕФА и чемпионата Европы. В 2024 году стал обладателем «Золотого мяча» по версии France Football.
В июле 2019 года перешёл в «Манчестер Сити» из «Атлетико Мадрид». После перехода Родри помог команде оформить четыре раза подряд чемпионство в Премьер-лиге. Также он помог команде оформить первый требл. Родриго в финале Лиги чемпионов 2023 года забил единственный мяч в ворота «Интернационале». Тогда этот мяч стал единственным в этом матче и он помог команде выиграть первый титул Лиги чемпионов.
Родриго выступает в сборной Испании, дебютировав в её составе в 2018 году. Он играл на чемпионате Европы 2020 и 2024 года и на чемпионате мира 2022 года. В составе сборной Родриго выиграл Лигу наций 2022/23 и чемпионат Европы 2024, став лучшим игроком этого турнира.
Родриго является обладателем «Золотого мяча», который выиграл в 2024 году. Родриго стал третьим испанским игроком после Альфредо Ди Стефано и Луиса Суареса, которые выиграли эту награду. Альфредо Ди Стефано выигрывал эту награду в 1957 и 1959 годах, а Луис Суарес в 1960 году. Также Родри — первый игрок в истории «Манчестер Сити», который выиграл «Золотой мяч».

## Клубная карьера

### Ранние годы
Родриго Эрнандес Касканте родился 22 июня 1996 года в Мадриде. Он присоединился к молодёжной команде «Атлетико Мадрид» в 2007 году в возрасте 11 лет из «Райо Махадаонда». В 2013 году из-за недостатка физической силы был отчислен из команды и впоследствии подписал контракт с «Вильярреалом».

### «Вильярреал»
В начале 2015 года был включён в заявку «Вильярреала» на сезон. Для получения игровой практики Родриго выступал за дублёров. 17 декабря в поединке Кубка Испании против «Уэски» Эрнандес дебютировал за основной состав. 17 апреля 2016 года в матче против «Райо Вальекано» он дебютировал в Ла Лиге, заменив во втором тайме Дениса Суареса. 3 ноября в поединке Лиги Европы против турецкого «Османлыспора» Родриго забил свой первый гол за «Вильярреал».

### «Атлетико Мадрид»
24 мая 2018 года Родри подписал 5-летний контракт с «Атлетико Мадрид». 25 августа в матче против «Райо Вальекано» он дебютировал за новую команду. 10 ноября в поединке против «Атлетик Бильбао» игрок забил свой первый гол за «Атлетико Мадрид». В составе клуб он стал обладателем Суперкубка Европы.

### «Манчестер Сити»

#### Первый сезон в Англии (2019—2020)
3 июля 2019 года Родри был выкуплен клубом Английской Премьер-лиги «Манчестер Сити» за сумму отступных, прописанных в контракте футболиста, в размере 70 миллионов евро и подписал контракт на 5 лет. 4 августа в поединке Суперкубка Англии против «Ливерпуля» игрок дебютировал за основной состав, став обладателем трофея. 10 августа в матче против «Вест Хэм Юнайтед» он дебютировал в английской Премьер-лиге. 14 сентября в поединке против «Норвич Сити» игрок забил свой первый гол за «Манчестер Сити».
22 октября 2019 года Родриго в матче 3-го тура Лиги Чемпионов с «Аталантой» получил травму подколенного сухожилия, из-за чего пропустил месяц. 1 марта 2020 года Родриго выиграл Кубок Английской футбольной лиги, обыграв в финале «Астон Виллу» со счётом 2:1. В этом матче Эрнандес забил мяч с углового удара на 30-й минуте, который оказался победным.

#### Успехи в команде и выигранный Золотой мяч (с 2020 года)
13 февраля 2021 года Родри забил мяч с пенальти в домашнем матче с «Тоттенхэм Хотспур» (3:0). 23 мая 2021 года после матча 38-го тура Премьер-лиги с «Эвертоном» стал победителем чемпионата Англии сезона 2020/21, опередив «Манчестер Юнайтед» на 12 очков. В чемпионате Англии сезона 2021/22 Родри стал лучшим полузащитником, а также самым пасующим игроком среди всех, кто играет в пятёрке лучших лиг Европы, уступая только Тьяго Алькантре из «Ливерпуля». В среднем, у него выходило 82 паса за матч, а за сезон у него выходило 91,8 % точных передач, таким образом Родри делал по одному пасу каждые 60,5 секунд матча.
12 июля 2022 года Родри продлил контракт с «Манчестер Сити» до 2027 года. 11 апреля 2023 года Родри в первом матче четвертьфинала Лиги чемпионов с мюнхенской «Баварией» (3:0) забил первый мяч в этом турнире. 10 июня 2023 года в финале Лиги чемпионов с миланским «Интернационале» Родри забил победный мяч, благодаря чему «Манчестер Сити» впервые выиграл этот турнир. 23 сентября 2023 года в матче Премьер-лиги с «Ноттингем Форест» Родри был удалён с поля за нападение на Моргана Гиббса-Уайта после стычки, которая спровоцировала драку. Это была первая красная карточка игрока в Премьер-лиге. После того, как Родриго был дисквалифицирован на три матча, «Манчестер Сити» без него следующие три игры против «Вулверхэмптон Уондерерс» (1:2), «Арсенала» (0:1) и «Ньюкасл Юнайтед» (0:1) проиграл. В матче Премьер-лиги с «Тоттенхэм Хотспур» Родри получил пятую жёлтую карточку и был дисквалифицирован на один матч, после этого «Манчестер Сити» снова проиграл, на этот раз «Астон Вилле» (0:1).
19 мая 2024 года Родри в матче 38-го тура Премьер-лиги с «Вест Хэм Юнайтед» забил решающий мяч в нижний угол, обеспечив победу горожанам со счётом 3:1. После этого матча Родри стал четвёртый раз подряд чемпионом Англии. Также «Манчестер Сити» стала первой английской командой, которая выиграла чемпионат Англии четыре раза подряд. Кроме того, Эрнандес провёл свою 50-ти матчевую беспроигрышную серию, став вторым игроком в истории клуба с самой длинной беспроигрышной серией игр после Сола Кэмпбелла, у которого 56-ти матчевая беспроигрышная серия.
22 сентября 2024 года Родриго в матче Премьер-лиги с «Арсеналом» в первом тайме получил разрыв передней крестообразной связки и мениска, из-за чего игрок пропустил оставшуюся часть сезона. 
28 октября 2024 года Родриго получил «Золотой Мяч» по результатам сезона 2023/24. Благодаря этому Эрнандес стал третьим испанским игроком в истории после Альфредо Ди Стефано и Луиса Суареса, которые выиграли «Золотой мяч». 
20 мая 2025 года в матче 37-го тура Премьер-лиги с «Борнмутом» (3:1) Родри впервые сыграл с сентября 2024 года.

## Карьера в сборной
В 2015 году Эрнандес в составе юношеской сборной Испании выиграл юношеский чемпионат Европы в Греции. На турнире он сыграл в матчах против команд Нидерландов, Германии, Франции и дважды России.
В 2017 году в составе молодёжной сборной Испании Эрнандес стал серебряным призёром молодёжного чемпионата Европы 2017 в Польше. На турнире он сыграл в матче против команды Сербии.
23 марта 2018 года в товарищеском матче против сборной Германии Эрнандес дебютировал за сборную Испании, заменив во втором тайме Тьяго Алькантару. 17 ноября 2020 года в поединке Лиги Наций против сборной Германии Родри забил свой первый гол за национальную команду.
В 2021 году Эрнандес стал полуфиналистом Евро-2020. На турнире он сыграл в матче против сборных Швеции, Польши, Италии, Хорватии и Швейцарии. В 2022 году Эрнандес принял участие в чемпионате мира в Катаре. На турнире он сыграл в матчах против сборных Марокко, Коста-Рики, Германии и Японии.
26 марта 2024 года сделал дубль в товарищеском матче против сборной Бразилии в Мадриде (3:3). Ранее в 48 матчах за сборную Испании забил только один мяч. В 2024 году Эрнандес стал победителем чемпионата Европы в Германии. На турнире он сыграл в матчах против сборных Хорватии, Италии, Грузии, Германии, Франции и Англии. В поединке против грузин Родри забил гол.

## Стиль игры
Родри физически сильный и высокий игрок. Его телосложение помогает ему часто выигрывать борьбу за мяч, а также воздушные дуэли.
Обладает универсальностью и тактическим интеллектом. Известен своим вкладом в построение игры команды. Зачастую выступающий в качестве опорного полузащитника, его основная роль заключается в том, чтобы вернуть команде владение мячом и разгонять контратаки. Способность сохранять владение мячом под давлением позволяет ему эффективно выполнять эту роль.
В дополнение к своим оборонительным способностям Родри также обладает точным пасом и видением поля, что позволяет ему действовать как глубокий плеймейкер.

## Личная жизнь
Будучи игроком молодёжной команды «Вильярреала», Родри четыре года учился в Университете Жауме I в соседнем Кастельон-де-ла-Плана, чтобы получить степень в области делового администрирования и менеджмента. В университете он встретил свою девушку Лауру, которая изучала медицину.

## Достижения

### Командные
«Атлетико Мадрид»
- Обладатель Суперкубка УЕФА: 2018

«Манчестер Сити»
- Чемпион Англии (4): 2020/21, 2021/22, 2022/23, 2023/24
- Обладатель Кубка Англии: 2022/23
- Обладатель Кубка Футбольной лиги (2): 2019/20, 2020/21
- Обладатель Суперкубка Англии: 2019
- Победитель Лиги чемпионов УЕФА: 2022/23
- Финалист Лиги чемпионов УЕФА: 2020/21
- Обладатель Суперкубка УЕФА: 2023
- Победитель Клубного чемпионата мира: 2023

Сборная Испании
- Чемпион Европы: 2024
- Победитель Лиги наций УЕФА: 2022/23
- Чемпион Европы среди игроков до 19 лет: 2015
- Вице-чемпион Европы среди игроков до 21 года: 2017

### Личные
- Обладатель «Золотого мяча» по версии France Football: 2024
- Автор лучшего гола месяца английской Премьер-лиги: ноябрь 2021[73]
- Лучший полузащитник года по версии Globe Soccer Awards: 2023[74]
- Обладатель «Золотого мяча» Клубного чемпионата мира: 2023[75]
- Входит в состав команды года по версии PFA (2): 2022/23[76], 2023/24[77]
- Лучший игрок Лиги чемпионов УЕФА: 2022/23[78]
- Входит в состав символической сборной Лиги чемпионов УЕФА: 2022/23[79]
- Лучший игрок Чемпионата Европы: 2024[80]
- Включён в «команду года» по версии FIFPro: 2024
- Вошёл в состав символической сборной чемпионата Европы: 2024[81]

## Статистика

### Клубная
| Выступление      | Выступление      | Выступление      | Чемпионат | Чемпионат | Кубки | Кубки | Континент. | Континент. | Прочие | Прочие | Итого | Итого |
| Клуб             | Лига             | Сезон            | Игры      | Голы      | Игры  | Голы  | Игры       | Голы       | Игры   | Голы   | Игры  | Голы  |
| ---------------- | ---------------- | ---------------- | --------- | --------- | ----- | ----- | ---------- | ---------- | ------ | ------ | ----- | ----- |
| Вильярреал       | Ла Лига          | 2015/16          | 3         | 0         | 3     | 0     | 0          | 0          | 0      | 0      | 6     | 0     |
| Вильярреал       | Ла Лига          | 2016/17          | 23        | 0         | 4     | 0     | 4          | 1          | 0      | 0      | 31    | 1     |
| Вильярреал       | Ла Лига          | 2017/18          | 37        | 1         | 4     | 0     | 6          | 0          | 0      | 0      | 47    | 1     |
| Вильярреал       | Итого            | Итого            | 63        | 1         | 11    | 0     | 10         | 1          | 0      | 0      | 84    | 2     |
| Атлетико Мадрид  | Ла Лига          | 2018/19          | 34        | 3         | 4     | 0     | 8          | 0          | 1      | 0      | 47    | 3     |
| Атлетико Мадрид  | Итого            | Итого            | 34        | 3         | 4     | 0     | 8          | 0          | 1      | 0      | 47    | 3     |
| Манчестер Сити   | Премьер-лига     | 2019/20          | 35        | 3         | 8     | 1     | 8          | 0          | 1      | 0      | 52    | 4     |
| Манчестер Сити   | Премьер-лига     | 2020/21          | 34        | 2         | 9     | 0     | 10         | 0          | 0      | 0      | 53    | 2     |
| Манчестер Сити   | Премьер-лига     | 2021/22          | 33        | 7         | 2     | 0     | 10         | 0          | 1      | 0      | 46    | 7     |
| Манчестер Сити   | Премьер-лига     | 2022/23          | 36        | 2         | 7     | 0     | 12         | 2          | 1      | 0      | 56    | 4     |
| Манчестер Сити   | Премьер-лига     | 2023/24          | 34        | 8         | 5     | 0     | 8          | 1          | 3      | 0      | 50    | 9     |
| Манчестер Сити   | Премьер-лига     | 2024/25          | 2         | 0         | 0     | 0     | 1          | 0          | 0      | 0      | 3     | 0     |
| Манчестер Сити   | Итого            | Итого            | 174       | 22        | 31    | 1     | 49         | 3          | 6      | 0      | 260   | 26    |
| Всего за карьеру | Всего за карьеру | Всего за карьеру | 271       | 26        | 46    | 1     | 67         | 4          | 7      | 0      | 391   | 31    |

### Голы за сборную Испании
| #  | Дата           | Стадион                               | Противник | Счёт | Результат | Соревнование              |
| -- | -------------- | ------------------------------------- | --------- | ---- | --------- | ------------------------- |
| 1. | 17 ноября 2020 | Олимпийский стадион, Севилья, Испания | Германия  | 3:0  | 6:0       | Лига наций УЕФА 2020/2021 |
| 2. | 26 марта 2024  | Сантьяго Бернабеу, Мадрид, Испания    | Бразилия  | 1:0  | 3:3       | Товарищеский матч         |
| 3. | 26 марта 2024  | Сантьяго Бернабеу, Мадрид, Испания    | Бразилия  | 3:2  | 3:3       | Товарищеский матч         |
| 4. | 30 июня 2024   | Рейн Энерги, Кёльн, Германия          | Грузия    | 1:1  | 4:1       | Чемпионат Европы 2024     |